# Zličínský potok
Zličínský potok je krátký vodní tok pramenící v Mistřínské ulici v Praze na Zličíně a vlévající se do Sobínského potoka jako jeho pravostranný přítok.

## Průběh toku
Zličínský potok pramení v tzv. Mistřínské studánce nedaleko Mistřínské 9 v Praze na Zličíně. Konkrétně na sever od tohoto domu v parčíku. Studánka je vytvořena z kamenných kvádrů. Vtéká do bezejmenného rybníka a poté do rybníka Na Ohrádkách. Oba jsou velmi malé. Teče na sever. Na konci Dolňanské ulice u vodní nádrže se stáčí na severozápad. Zde se do něj zprava vlévá bezejmenný potok tekoucí z Velkého rybníka. Podtéká pod Pražským okruhem a pokračuje poli až do Sobínského potoka.

## Historie
Zličínký potok se objevuje již na mapách stabilního katastru v roce 1842. Nepramení však na současném místě, ale začíná v Náveském rybníce v centru starého Zličína. Odtud teče severozápadním směrem. Vlévá se do rybníka Sobotka, který již neexistuje a pokračuje poli až k soutoku s potokem z Velkého rybníka. Postupně ho napájí několik vodotečí. První zmínka o umístění pramene na současné pozici je až z roku 1944.